# 新会之战
新會之戰，清世祖順治十一年（1654年）十月至十二月，南明安西王李定國率軍圍攻新會（今廣東省新會市）的作戰。
1652年三月，安西王李定國率步騎八萬，從雲南出師湖廣，向清軍進攻。到1654年九月的兩年半中，南明先後收復廣西、湖南等省，並江西南部、廣東東部。在廣西桂林和湖南衡州（今衡陽市）城下，擊斃清朝定南王孔有德和敬謹親王尼堪，於是聲名遠振，震動清廷。十月，李定國率其全軍，號稱二十萬，圍攻廣東新會，准備進取廣州。廣州平南王尚可喜、靖南王耿繼茂率兵去援救新會，路經三水，在沿江隘口布兵，以待明軍。清軍在新會憑城堅守，李定國在城下圍攻兩月，不能破城。李定國得知城內糧食不足，所以採取圍城。城內清兵掠奪百姓糧食財產，後期甚至以百姓為糧食。十二月，清朝派靖南將軍都統朱瑪喇增援新會。十二月初十、十二月十二，朱瑪喇、尚可喜、耿精忠三部清軍多次大敗李定國軍，李定國撤往廣西南寧，所部僅剩下六千人，時近三年的出師湖廣之役全面失敗。